# Caro papà (canzone)
Caro papà è un brano composto da Tito Manlio e musicato da Gino Filippini nel 1940. 
La canzone narra le vicende e i pensieri di un piccolo balilla che scrive al padre una lettera mentre questi si trova in trincea durante la seconda guerra mondiale, scoppiata l'anno precedente la pubblicazione del brano (Son tanti giorni che mi sei lontano / e dove vivi non lo dici più). La canzone, a tratti intrisa di tenerezza e di patriottismo alternati nell'ottica della retorica fascista dell'epoca, ha lo scopo di esaltare la forza e la virtù dei giovani italiani (Anch'io combatto, anch'io fo la mia guerra / con fede, con onore e disciplina).